# マネーフットボール
『マネーフットボール』は、能田達規による日本のサッカー漫画。『週刊漫画TIMES』（芳文社）にて、2015年5月8・15日合併号から2016年8月19・26日合併号まで連載された。

## 概要
「サッカークラブと金の関係」にスポットを当てた漫画で、主人公の年俸の話から、クラブ経営と移籍金の関係、地方の2部クラブゆえの運営資金不足など、サッカーにまつわるデータや、スポーツとお金の関係を中心に据えている。作者の能田の出身地である愛媛県と、2部リーグに所属する架空のサッカークラブ「愛媛イーカッスル」を舞台としており、道後温泉本館や松山城などの県内の風景も描かれている。
版元の方針から「単行本の売れ行き不振」を理由に作品の打ち切りが通達されたが、第3巻発売の際には作者が自ら「打ち切り回避のため単行本を購入して欲しい」とTwitter・ブログなどでファンに呼びかけ、編集部に方針を転換させた。この件について能田は「J2の貧乏クラブ（愛媛FC）を長年応援してきたおかげで格好悪くても恥ずかしくても生き延びなきゃダメだと諦めない大切さを学びました」と評している。
単行本1巻では福西崇史、2巻では齋藤学、3巻では足立梨花、4巻では槙野智章、5巻では佐藤寿人、6巻では河原和寿、7巻では森脇良太からの推薦文が寄せられた。佐藤の推薦は2014年の『オーレ!』新装版に次いで2度目。

## ストーリー
2部リーグ所属のサッカークラブ「愛媛イーカッスル」にレンタル移籍中の梶本洋平（カジ）は1部リーグ所属の強豪クラブ「浦和レッドスター」への復帰を目指すが、「サッカーデータ革命」を掲げる新監督の大月雅史の下で悪戦苦闘の日々が続く。シーズンが開幕し右サイドバックのポジションを獲得したカジは正確なロングスローを武器に、横浜からレンタル移籍中のドリブラー・佐倉勇二らと共にリーグ戦に挑む。愛媛は限られた年間予算の中、大月の志向するデータサッカーがチーム全体に浸透し、ベテランと若手の力も噛み合い徐々に順位を上げていくが、資金力の高いクラブとの対戦や、選手の引き抜きなどのシビアな問題に直面するのだった。

## 登場人物

### 愛媛イーカッスル
梶本 洋平（かじもと ようへい）
この作品の主人公。通称は「カジ」。ポジションはDF（右サイドバック）、背番号29。20歳。埼玉県出身。
高校卒業後にNリーグ1部の浦和レッドスターに入団。レンタル移籍で2部・愛媛イーカッスルに移籍して2年目の選手。直情型の性格で、一足先に浦和に復帰した天宮にライバル心を燃やしている。また、女手一つで育ててくれた母親に恩返しをしたいという思いも強いが、熱意が空回りする場面がしばしば見られる。
大月 雅史（おおつき まさし）
愛媛イーカッスルの新監督。38歳。広島県出身。
サンシャイン広島の下部組織のコーチを経て愛媛の監督に就任。データ分析とそれに基づいた研究対策を信条とし、限られた予算の中でプレーオフ圏内の6位以内進出を目標に掲げるクラブに改革を促す。
佐倉 勇二（さくら ゆうじ）
ポジションはMF（攻撃的MF）、背番号19。19歳。神奈川県出身。
横浜Mセイラーズの下部組織出身で、レンタル移籍で愛媛に加入した。将来の日本代表入りが期待される選手で、「天才ドリブラー」「愛媛のメッシ（エヒメッシ）」とも称される。
梶本よりも年下だが春キャンプの時以降は梶本のことを先輩扱いしていない。
船井 誠（ふない まこと）
ポジションはGK。背番号22。
入団9年目の控えキーパー。既婚者で子供が2人いる。カジの相談相手兼お目付け役となっている。
正キーパーの成田に比べて技術面では劣るが、それまで蓄積したデータに基づくプレーに自信を持っている。2年近くリーグ戦出場から遠ざかっていたが、パンサー大阪戦において成田が負傷したことにより出場機会を得る。
外村 健（とのむら けん）
ポジションはDF（左サイドバック）、背番号30。
左サイドのスペシャリストでミドルシュートの精度に定評がある。広島から愛媛にレンタル移籍して結果を残し、7年前にN1の仙台へ移籍。オーバートレーニング症候群にかかり仙台で出場機会を失っていたが、強化部長の島家の勧誘を受けて愛媛に復帰した。
島家（しまいえ）
愛媛イーカッスルの強化部長。自身は病気のため車椅子生活を余儀なくされているが、ベテランの外村を呼び戻すなど積極的な補強を行い、チームのN1昇格に情熱を傾けている。

### その他
天宮 アキラ（あまみや アキラ）
浦和レッドスター所属。ポジションはMF（攻撃的MF）。20歳。
浦和ユース出身で、カジの同期。各年代別の日本代表にたびたび招集されているエリート選手。カジと共に愛媛にレンタル移籍をしたが、そこでの活躍が認められ浦和に復帰した。
池田 秀和（いけだ ひでかず）
ライラック札幌所属。ポジションはFW。27歳。兵庫県出身
愛媛在籍時に1シーズン18得点を挙げた経験もあるストライカー。既婚者。3年前、札幌から愛媛の2倍の年俸を掲示されたため移籍を決断したが、依然として愛媛に愛着を持っている。
北島 優香（きたじま ゆうか）
N's Goalのライター兼カメラマン。担当記者として愛媛の動向を追い続ける。
中川 結衣（なかがわ ゆい）
看護師。24歳。札幌戦で脳震盪を負ったカジが、勤務する病院に入院したことをきっかけに交流を持つ。カジが得点した後にサッカー場でプロポーズされた。
カルロス・バストス
パンサー大阪所属。ポジションはFW。34歳。ウルグアイ出身。
ウルグアイ代表の世界的なスター選手。FIFAワールドカップでMVPを獲得した経験があり、スポンサーの桃山発動機の意向もあって6億2千万円の年俸で大阪に加入した。34歳とベテランの域に達した現在も高いシュート成功率を有しており、ミドルシュートの成功率はN2リーグ1位。

## 書誌情報
- 能田達規『マネーフットボール』芳文社〈芳文社コミックス〉、全7巻
  1. 2015年9月16日発売 ISBN 978-4-8322-3471-0
  2. 2015年10月15日発売 ISBN 978-4-8322-3475-8
  3. 2016年1月16日発売 ISBN 978-4-8322-3488-8
  4. 2016年4月16日発売 ISBN 978-4-8322-3495-6
  5. 2016年7月15日発売 ISBN 978-4-8322-3509-0
  6. 2016年10月15日発売 ISBN 978-4-8322-3522-9
  7. 2016年11月16日発売 ISBN 978-4-8322-3526-7